# Airinae
Airinae es una subtribu de hierbas de la familia Poaceae. El género tipo es: Aira L. Tiene los siguientes géneros.

## Géneros
- Aera Asch., orth. var. = Aira L.
- Aira L.
- Airella (Dumort.) Dumort. = Aira L.
- Airidium Steud. = Deschampsia P. Beauv.
- Anachortus V. Jirásek & Chrtek = Corynephorus P. Beauv.
- Aristavena F. Albers & Butzin =~ Deschampsia P. Beauv.
- Arthrochloa R. Br. = Holcus L.
- Aspris Adans. = Aira L.
- Avenella Bluff ex Drejer = Lerchenfeldia Schur
- Avenochloa Holub = Helictochloa Romero Zarco
- Avenula (Dumort.) Dumort.
- Campelia Kunth, orth. var. = Deschampsia P. Beauv.
- Campella Link = Deschampsia P. Beauv.
- Caryophyllea Opiz = Aira L.
- Corynephorus P. Beauv.
- Czerniaevia Ledeb., nom. inval. = Deschampsia P. Beauv.
- Deschampsia P. Beauv.
- Erioblastus Honda = Deschampsia P. Beauv.
- Fiorinia Parl. = Aira L.
- Fussia Schur = Aira L.
- Ginannia Bubani = Holcus L.
- Helictochloa Romero Zarco ~ Avenula (Dumort.) Dumort.
- Holcus L.
- Homalachna Kuntze = Holcus L.
- Homalachne Kuntze = Holcus L.
- Homalotrichon Banfi et al. = Avenula (Dumort.) Dumort.
- Homoiachne Pilg. = Deschampsia P. Beauv.
- Molineria Parl. = Periballia Trin.
- Molineriella Rouy =~ Periballia Trin.
- Monandraira Desv. = Deschampsia P. Beauv.
- Nothoholcus Nash = Holcus L.
- Notholcus Nash ex Hitchc. = Holcus L.
- Periballia Trin.
- Podionapus Dulac = Deschampsia P. Beauv.
- Salmasia Bubani = Aira L.
- Sorgum Adans. = Holcus L.
- Vahlodea Fr. ~ Deschampsia P. Beauv.
- Weingaertneria Bernh. = Corynephorus P. Beauv.